# Hszücsang
Hszücsang (egyszerűsített kínai írással: 许昌, pinjin: Xǔchāng) prefektúra szintű város Kínában, Honan tartományban. Lakosainak száma 4 379 998 fő (2020).

## Népesség
| 2010 | 4 307 488 |
| 2020 | 4 379 998 |

## Közlekedés

### Helyi közlekedés
A városban metró is működik.

## Testvérvárosok
- Kinyel
- Bolingbrook